# Requiem pour un tueur
Pour plus de détails, voir Fiche technique et Distribution.
Requiem pour un tueur (Mi chiamavano Requiescat... ma avevano sbagliato) est un western spaghetti hispano-italien sorti en 1973, réalisé par Mario Bianchi, sous le pseudonyme de Frank Bronston.

## Synopsis
Peu après la fin de la Guerre de Sécession, le capitaine nordiste Jeff Mulligan est enlevé par Machedo. Machedo est un hors-la-loi qui dirige une bande d'anciens sudistes. Le capitaine Mulligan a tué et pendu beaucoup de connaissances de ces hommes qui sont avec Machedo. Ils désirent ainsi venger leur mort. Le capitaine réussira à s'évader et à décimer la bande.

## Fiche technique
- Titre français : Requiem pour un tueur
- Titre original italien : Mi chiamavano Requiescat... ma avevano sbagliato
- Réalisation : Mario Bianchi (sous le pseudonyme de Frank Bronston)
- Scénario : Vittorio Salerno, Alberto Cardone, Eduardo Manzanos Brochero
- Genre : western spaghetti
- Musique : Gianni Ferrio
- Production : John Wyler pour New Films, Copercines
- Photographie : Emilio Foriscot
- Montage : Giancarlo Venarucci Cadueri
- Durée : 83 min
- Décors : Francesco Cuppini
- Costumes : Francesco Cuppini
- Maquillage : Sergio Petruzzelli
- Pays de production :  Italie,  Espagne
- Langues originales : italien, espagnol
- Dates de sortie en salle : 
  - Italie : 1973
  - France : 10 décembre 1975[1]

## Distribution
- Sergio Ciani (sous le pseudo d'Alan Steel) : Jeff Mulligan
- William Berger : Machedo
- Francisco Braña : Quintano
- Gilberto Galimberti (sous le pseudo de Gill Roland) : Harrueco
- Fernando Bilbao : Duero
- Celine Bessy : Suanna
- Francisco Sanz : Smart
- Karin Well (sous le pseudo de Welma Truccolo) : Mary Cruz
- Aldo Cecconi : shérif
- Ettore Ribotta : directeur de la banque
- Sergio Dolfin : maire
- Stefano Oppedisano : homme de Machedo
- Francesco D'Adda : caissier de la banque
- Angelo Boscariol : sergent Carter
- Filippo Perego : major
- Rodolfo Lodi : adjoint au shérif
- Duilio Olmi : barman
- Aldo Sisti